# قنومة زرقاء
قنومة زرقاء (الاسم العلمي:Mormyrus cyaneus) هي نوع من الأسماك تتبع جنس القنومة من فصيلة الأسماك القنومية.